# Celso de Mello
José Celso de Mello Filho GOMM (Tatuí, 1 de novembro de 1945) é um jurista e magistrado brasileiro. Foi ministro do Supremo Tribunal Federal de 1989 a 2020, tendo sido presidente do tribunal de 1997 a 1999 e decano (membro mais antigo) a partir de 2007.
Formou-se pela Universidade de São Paulo (USP) em 1969 e foi membro do Ministério Público do Estado de São Paulo desde 1970 até ser nomeado para a Suprema Corte pelo presidente da República José Sarney.
Conhecido por seus votos longos e didáticos, possui uma formação liberal e de ideias progressistas.

## Primeiros anos e educação
José Celso de Mello Filho nasceu em Tatuí, São Paulo, em 1 de novembro de 1945. Seu pai, José Celso de Mello, e sua mãe, Maria Zenaide de Almeida Mello, ambos professores, matricularam-no na Escola Modelo e no Instituto de Educação Barão de Suruí, onde Celso completou o curso primário e o ensino secundário. Viajou de 1963 a 1964 para os Estados Unidos da América a fim de completar seus estudos colegiais na Robert E. Lee Senior High School em Jacksonville, Flórida.

## Carreira
Celso de Mello formou-se bacharel em direito pela Faculdade de Direito da Universidade de São Paulo em 1969. Tornou-se promotor de Justiça do Ministério Público do Estado de São Paulo em 1970, aprovado em primeiro lugar em concurso público de provas e títulos, atuando na Comarca de Cândido Mota, interior do Estado de São Paulo. Sua atuação como promotor ganhou notoriedade pois agia com independência e fazia duras críticas às torturas e ilegalidades praticadas durante a ditadura militar de 1964.
Foi assistente jurídico do secretário da Cultura, Ciência e Tecnologia do Estado de São Paulo, José Mindlin, de 1975 a 1976, e assessor jurídico do presidente da Comissão de Constituição e Justiça da Assembleia Legislativa de São Paulo (ALESP), deputado Flavio Bierrenbach (MDB), de 1979 a 1980.
Foi, também, professor de direito civil na Pontifícia Universidade Católica de São Paulo (PUC-SP) em 1977 e 1978.
Em 1985, foi nomeado pelo presidente José Sarney para o cargo de assessor jurídico do Gabinete Civil da Presidência da República. Nesse ano e no seguinte, representou o Gabinete Civil em grupo de trabalho liderado pelo procurador-geral da República Sepúlveda Pertence para elaborar o anteprojeto da Lei Orgânica do Ministério Público da União.
Em 1986, foi nomeado secretário-geral de Saulo Ramos na Consultoria Geral da República, tendo por diversas vezes exercido interinamente o cargo de consultor-geral.
Integrou por três vezes, em 1988 e 1989, a lista para preenchimento de vaga de desembargador do Tribunal de Justiça do Estado de São Paulo através do quinto constitucional.
Tornou-se ministro do Supremo Tribunal Federal (STF) em 1989, exercendo a presidência da corte no biênio 1997-1999.
Aposentou-se em 13 de outubro de 2020, após 50 anos de serviço público.

## Supremo Tribunal Federal

### Indicação e aprovação
Em 1989, Celso de Mello foi indicado por José Sarney para o cargo de ministro do Supremo Tribunal Federal. A indicação foi aprovada no dia 6 de junho pelo Senado Federal com 47 votos favoráveis e 3 contrários, e Mello tomou posse em 17 de agosto. Em 1992, foi admitido pelo presidente Fernando Collor à Ordem do Mérito Militar no grau de Grande-Oficial especial.
Em 1997, aos 51 anos de idade, tomou posse na presidência do STF, para o biênio 1997/1999, sendo o mais jovem presidente daquele tribunal desde a sua fundação. Com a aposentadoria do ministro Sepúlveda Pertence em 17 de agosto de 2007, data em que também se completaram dezoito anos desde a posse do ministro Celso de Mello, este tornou-se decano (membro mais antigo) do STF.
Os votos proferidos pelo ministro Celso de Mello representam destacada contribuição para o aperfeiçoamento da jurisprudência constitucional do STF após a promulgação da Constituição Federal de 1988 e têm servido de base para a construção de novas linhas de pensamento no âmbito da doutrina brasileira da Ciência do Direito, sobretudo no campo do Direito Público, especialmente no tocante à pesquisa acerca do controle, pelo Poder Judiciário, da legalidade dos atos administrativos e da constitucionalidade dos atos parlamentares, bem como no que se refere ao exame dos limites aos poderes estatais em face da proteção dos direitos fundamentais.

### Decisões controversas

##### Decisão no mensalão
No dia 18 de setembro de 2013, Celso de Mello ganhou amplo destaque na imprensa brasileira ao desempatar favoravelmente a votação no Supremo Tribunal Federal (STF) sobre admissão ou não dos embargos infringentes na Ação Penal 470 (Escândalo do Mensalão).

##### Liminar contra prisão
Em 5 de julho de 2016, tomou uma decisão controversa e contrária à jurisprudência do STF, ao ignorar a orientação fixada pelo plenário e conceder uma liminar para suspender a execução de mandado de prisão do Tribunal de Justiça de Minas Gerais, que determinou o cumprimento da pena de um réu antes de esgotada todas as chances de recurso. Em fevereiro do mesmo ano, por 7 votos a 4, o STF decidira que era possível efetuar a prisão antes do trânsito em julgado da condenação. O réu beneficiado pela liminar concedida por Celso de Mello foi condenado pelo Tribunal do Júri de Belo Horizonte pelos crimes de homicídio qualificado e ocultação de cadáver a uma pena de 16 anos e 6 meses de reclusão, a ser cumprida em regime inicialmente fechado. Apesar de essa ser uma decisão controversa e contrária à jurisprudência do STF, ela condiz com as próprias decisões anteriores de Celso, como por exemplo no dia 27 de setembro de 2010, em que Celso de Mello concedeu um Habeas Corpus a Giselma Carmem Campos Carneiro Magalhães, mandante do assassinato do então ex-Marido, Humberto Magalhães, na época executivo da Friboi (atual JBS, hoje envolvida em inúmeros casos de corrupção). Giselma tentou incriminar seu próprio filho do assassinato do pai. O mais curioso dessa decisão, é que Paulo, o autor dos disparos que ceifaram a vida de Humberto, Osmar, intermediário do executor, e Kairon, irmão de Giselma e contratado por ela para assassinar Humberto, continuam presos. Todos confessaram o crime e a participação de Giselma como mandante.

#### Outras decisões
Em outubro de 2019, o ministro Celso de Mello, foi o segundo a votar pela condenação do ex-ministro Geddel Vieira Lima (MDB) e de seu irmão, o ex-deputado Lúcio Vieira Lima, pelo crime de lavagem de dinheiro no caso dos 51 milhões de reais em dinheiro encontrados em um apartamento em Salvador. Segundo Celso de Mello, "o cotejo das provas permite concluir com segurança" que os irmãos Vieira Lima tiveram a intenção de ocultar no apartamento "a incrível soma de 51 milhões de reais, a fim de posteriormente reintroduzir essa soma, esse valor, na economia formal", configurando assim a lavagem de dinheiro, afirmou o ministro.
Em abril de 2020, Mello autorizou a investigação do presidente Jair Bolsonaro em relação à acusação de interferência na Polícia Federal (PF), como denunciou o ex-juiz Sergio Moro após pedir demissão do cargo de Ministro da Justiça e Segurança Pública. O pedido de abertura foi encaminhado no dia 24 de abril pelo procurador-geral da República, Augusto Aras.
Mello foi o responsável, como relator, em fevereiro de 2019, pelo voto vencedor do julgamento que equiparou ao racismo a prática de homofobia e transfobia contra integrantes do grupo LGBTQIA+ . Antes disso, em abril de 2003, o ministro havia sustentado, em voto majoritário, que o antissemitismo constitui outra modalidade do crime de racismo (caso "Ellwanger").

## Vida pessoal
Celso de Mello tem duas filhas, Ana Laura Campos de Mello e Sílvia Renata Campos de Mello, com a professora Maria de Lourdes Campos de Mello.
Na eleição presidencial de 2022, já aposentado do STF, divulgou nota defendendo o voto na candidatura do ex-presidente Luiz Inácio Lula da Silva (PT). Na nota, criticou o então presidente e candidato à reeleição Jair Bolsonaro (PL), classificando-o como "um político menor, sem estatura presidencial, de elevado coeficiente de mediocridade", associando-o à extrema-direita e defendendo o Estado democrático de direito.

## Publicações

### Livros
- MELLO FILHO, José Celso de. Algumas considerações sobre o petróleo e a ordem internacional. In: ROSADO, Marilda (Coord.). Estudos e pareceres: direito do petróleo e gás. Rio de Janeiro: Renovar, 2005. p. 29-33.
- ______. Constituição Federal anotada. 2. ed. São Paulo: Saraiva, 1986. 640 p.
- ______. Democratização do Poder Judiciário e acesso à justiça. In: CONFERÊNCIA INTERNACIONAL DE DIREITOS HUMANOS, 1., 1997, Brasília. Anais... Brasília: Conselho Federal da Ordem dos Advogados do Brasil: 1997, p. 429 a 442. STF
- ______. Notas sobre o Supremo Tribunal: Império e República. 2. ed. Brasília: Supremo Tribunal Federal, 2007. 34 p. Em PDF

### Artigos
- Algumas reflexões sobre a questão judiciária. Revista do Advogado, v. 24, nº 75, p. 43-53, abr. 2004.
- Criminalidade juvenil e redução da idade da responsabilidade penal. Revista da Esmesc, v. 4, nº 5, p. 13-18, nov. 1998.
- Reflexões sobre os Direitos Básicos da Pessoa Humana. Universitas/Jus, nº 1, p. 9-24, jan./jun. 1998.
- Quadragésimo nono aniversário da declaração universal dos direitos do homem (Pronunciamento feito na 41 seção ordinária do STF). Síntese Trabalhista, v. 9, nº 104, p. 122-125, fev. 1998.
- A questão judiciária. Revista Ajufe, v. 17, nº 58, p. 13-23, mar.-set. 1998; Cadernos de Direito Tributário e Finanças Públicas, v. 6, nº 22, p. 9-14, jan.-mar. de 1998.
- As medidas provisórias no sistema constitucional brasileiro. Revista Jurídica de Osasco, nº 1, p. 7-19, jan.-dez. 1994.
- Considerações sobre as medidas provisórias. Revista da Procuradoria Geral do Estado de São Paulo, nº 33, p. 203-225, jun. 1990.
- Investigação parlamentar estadual: as comissões especiais de inquérito. Justitia, v. 45, nº 121, p. 155-160, abr.-jun. 1983.
- Suplente de deputado estadual. Justitia, v. 45, nº 120, p. 228-233, jan.-mar. 1983.
- A imunidade dos deputados estaduais. Justitia, v. 43, nº 114, p. 165-169, jul.-set. 2020.
- Crime de responsabilidade: processo e julgamento de governador de estado. Justitia, v. 42, nº 109, p. 98-101, abr.-jun. 1980.
- Aspectos da elaboração legislativa. Justitia, v. 42, nº 108, p. 58-62, jan.-mar. 1980
- A liberdade de associação e a extinção dos partidos politicos. Justitia, v. 41, nº 107, p. 27-31, out.-dez. 1979.
- A tutela judicial da liberdade. Revista de Jurisprudência do Tribunal de Justiça do Estado de São Paulo, v. 13, nº 60, p. 23-34, set.-out. 1979.
- O direito constitucional de reunião. Revista de Jurisprudência do Tribunal de Justiça do Estado de São Paulo, v. 12, nº 54, p. 19-23, set.-out. 1978.
- Notas sobre as fundações. Revista de jurisprudência do Tribunal de Justiça do Estado de São Paulo, v. 11, nº 49, p. 13-19, nov.-dez. 1977.
- O direito do acusado à publicação do edital pela imprensa. Justitia, v. 38, nº 94, p. 169-173, jul.-set. de 1976; Revista Interamericana de Direito Processual Penal, v. 2, nº 5, p. 7-11, jan.-mar. de 1977.
- Apontamentos sobre a penhora no atual código de processo civil: seus efeitos. Justitia, v. 36, nº 86, p. 59-62, jul.-set. de 1974.
- O embargo extrajudicial de obra nova no código de processo civil. Revista dos Tribunais, São Paulo, v.63, nº 460, p. 74-76, fev. 1974; Justitia, v.36, nº 84, p. 227-229, jan.-mar. de 1974.
- A questão da eficácia executiva do cheque. Justitia, v. 35, nº 81, p. 63-67, abr.-jun. 1973.
- O depósito judicial na concordata preventiva: sua natureza e seu objeto (artigo 175, parágrafo único, n. 1 da lei de falências). Justitia, v. 34, nº 76, p. 101-104, jan.-mar. 1972.

## Prêmio
- 2019: ganhou um prêmio da Associação Nacional de Jornais (ANJ), uma homenagem por defender a liberdade de imprensa.[29]
- 2019: Personalidade do ano, prêmio Faz diferença 2019, do O Globo em parceria com a Firjan.[30]